# سياه أفشار
سياه أفشار (بالفارسية: سیاه افشار) هي قرية تقع في قسم غركن الشمالي الريفي (مقاطعة فلاورجان) في إيران. يقدر عدد سكانها بـ 1,261 نسمة .